# Frans Brüggen
Franciscus ("Frans") Jozef Brüggen (30. října 1934 Amsterdam – 13. srpna 2014 Amsterdam) byl nizozemský dirigent, flétnista a muzikolog.

## Život
Narodil se 30. října 1934 v Amsterodamu. Studoval hru na příčnou i zobcovou flétnu na Amsterdam Muzieklyceum u Keese Ottena, jednoho z vůbec prvních významných zobcových flétnistů 20. století. Vedle toho studoval i hudební vědu na Amsterdamské univerzitě. V roce 1955, ve svých jednadvaceti letech, byl jmenován profesorem na Královské konzervatoři v Haagu.
Brüggen se stal propagátorem interpretace staré hudby na historické nástroje. V roce 1981 založil Orchestr 18. století (Orkest van de Achttiende Eeuw), na jehož repertoáru byla převážně hudba 18. a počátku 19. století hraná na dobové nástroje či jejich kopie. Orchestr má cca 60 členů z 22 zemí světa. Orchestr vzbudil mimořádný ohlas a jeho nahrávky získaly řadu prestižních cen.
Věnoval se rovněž dráze dirigenta. V letech 1991–1994 působil jako umělecký ředitel Nizozemského rozhlasového komorního orchestru v Hilversumu a od roku 1992 také jako stálý hostující dirigent The Orchestra of the Age Enlightenment. Řídil řadu předních světových orchestrů jako např. Royal Concertgebouw Orchestra, vídeňské filharmoniky, Tonhalle Orchestra v Curychu, The English Chamber Orchestra a mnoho dalších. Nevyhýbal se ani divadlu. Uvedl např. v Curychu ranou Mozartovu operu Mitridate, Re di Ponto, nebo Gluckova Orfea a Eurydiku v Opéra de Lyon. Vedle barokního repertoáru se zabýval také soudobou hudbou a spolupracoval s mnoha současnými hudebními skladateli.
Jako hudební pedagog a muzikolog byl hostujícím profesorem na Harvardově univerzitě a na University of California, Berkeley ve Spojených státech. Pro své žáky zkomponoval etudy pro zobcovou flétnu, které se staly základní pedagogickou literaturou pro tento nástroj.
Byl ženatý s historičkou umění Machtelt Israëls, se kterou měl dvě dcery, Zephyr a Eos.